# 月球12号
月球12号（俄文：Луна-12）是苏联发射的无人月球探测器，它在月球赤道上空133×1200公里的轨道上拍摄了月球的图像。